# Thomas Gries (Ingenieurwissenschaftler)
Thomas Gries (* 26. April 1964 in Köln) ist ein deutscher Ingenieur. Er ist ordentlicher Professor am Institut für Textiltechnik (ITA) der RWTH Aachen.

## Leben
Gries studierte ab 1984 Wirtschaftsingenieur- und Ingenieurwissenschaften. Nach dem Vordiplom erhielt er ein Stipendium der Studienstiftung des deutschen Volkes.
In der Zeit von 1990 bis 1995 promovierte Gries in Ingenieurwissenschaften mit Auszeichnung. Danach wurde er stellvertretender Technologiemanager bei der Firma Lurgi. Er bereiste in dieser Funktion Südostasien, insbesondere Taiwan, Korea und China. Später wurde er zum Leiter der Faser- und Textiltechnologie befördert.
Im Jahr 1999 erhielt er einen Ruf an die RWTH Aachen als Nachfolger von Burkhard Wulfhorst am Institut für Textiltechnik (ITA). Im April 2001 wurde er dort Institutsleiter. Als Leiter war er für das Konzept „Tailored Reinforcement Textiles“ verantwortlich.
Thomas Gries ist Mitglied des Vereins Deutscher Ingenieure sowie des Deutschen Wirtschaftsverbandes und wirkt in zwei Verbänden als Gruppenleiter für spezifische Themen mit. Er ist Koordinator des internationalen High-Potential-Austauschprogramms Unitech. An der Universität leitet er den Beirat für Wirtschaftsingenieurwesen und den Forschungsraum, eine interne Förderorganisation der interdisziplinären Forschung.
Thomas Gries spielt Bratsche und brachte seine musikalische Leidenschaft auch in seine akademische Arbeit ein, indem er in Zusammenarbeit mit einem Instrumentenbauer Streichinstrumente aus Carbon anfertigte. Als Mitglied des Aachener Karlsvereins unterstützt er die Erhaltung des Aachener Altertums, des Doms sowie der Krönungshalle des Aachener Doms.

## Ehrungen und Auszeichnungen
- 2012 Erster Platz beim Hochschulwettbewerb ZukunftErfindenNRW, zusammen mit Michael Glowania.[6] Die beiden hatten entdeckt, dass pechbasierte Kohlenstofffasern die gleiche Wärmeleitfähigkeit haben wie legierter Stahl. Dadurch ist es nun möglich, leichtere Teile im Flugzeug- und Fahrzeugbau einzusetzen.[7]

- 2013 JEC Innovation Award zusammen mit Michael Glowania.[8]
- 2013 Ehrenprofessur an der Lomonossow-Universität Moskau.[3]
- 2016 in die Deutsche Akademie der Technikwissenschaften (acatech) gewählt.
- 2017 RWTH-Innovationspreis an Thomas Gries und seine 4D-Textilgruppe, für das Projekt „4D Textil - Additive Fertigung hybrider Werkstoffe für zeitlich formveränderliche Anwendungen“.[9]

## Veröffentlichungen
als Autor
- Faser- und textilbasierte Lichtleitung in Betonbauteilen – lichtleitender Beton. Zusammen mit Andreas Roye und Marijan Barlé. Shaker Verlag, Aachen 2009, ISBN 978-3-8322-7297-5
- Konstruktionskatalog Sensortechnologie für die Online-Überwachung von Produktionsprozessen. Zusammen mit Richard Ramakers und Achim Bese. Shaker Verlag, Aachen 2006, ISBN 978-3-8322-5306-6
- Textile technology. Zusammen mit Burkhard Wulfhorst und Dieter Veit. Hanser Gardner, München/Cincinnati 2006, ISBN 978-3-446-22963-1 (deutsche Ausgabe: Textile Fertigungsverfahren. 3. Aufl. Hanser, München 2019, ISBN 3-446-45684-8).
- Textiltechnik? Textiltechnik. Textiltechnik!. 35. Sitzung am 9. November 2005 in Düsseldorf. Hrsg. von der Nordrhein-Westfälischen Akademie der Wissenschaften. Schöningh Verlag, Paderborn / München / Wien / Zürich 2006, ISBN 3-506-75697-4
- Anforderungsgerechte Dünnschichtsysteme für fadenführende Textilmaschinenelemente. Shaker Verlag, Aachen 1995, ISBN 3-8265-0981-1. (Dissertation)

als Herausgeber
- Füge- und Oberflächentechnologien für Textilien. Zusammen mit Kai Klopp. Springer Verlag, Berlin/Heidelberg 2007, ISBN 978-3-540-37227-1
- Elastische Textilien: Garne, Verarbeitung, Anwendung. Deutscher Fachverlag, Frankfurt am Main 2005, ISBN 3-87150-852-7